# Roccastrada
Roccastrada is een gemeente in de Italiaanse provincie Grosseto (regio Toscane) en telt 9302 inwoners (31-12-2004). De oppervlakte bedraagt 284,8 km², de bevolkingsdichtheid is 33 inwoners per km².
De volgende frazioni maken deel uit van de gemeente: Sticciano, Ribolla, Montemassi, Roccatederighi, Sassofortino, Torniella, Piloni.

## Demografie
Roccastrada telt ongeveer 4075 huishoudens. Het aantal inwoners daalde in de periode 1991-2001 met 1,9% volgens cijfers uit de tienjaarlijkse volkstellingen van ISTAT.
| Jaar | Inwoneraantal |
| ---- | ------------- |
| 1991 | 9377          |
| 2001 | 9199          |

## Geografie
De gemeente ligt op ongeveer 475 meter boven zeeniveau.
Roccastrada grenst aan de volgende gemeenten: Campagnatico, Chiusdino (SI), Civitella Paganico, Gavorrano, Grosseto, Massa Marittima, Monticiano (SI), Montieri.